# 皮納切沃河
皮納切沃河是俄羅斯的河流，位於堪察加半島，河道全長約37公里，流域面積118平方公里，最終注入阿瓦恰河，是紅大馬哈魚、大麻哈魚和大麻哈魚的產卵地。